# Jess Svane
Jess Kristian Svane (*5. května 1959, Qasigiannguit) je grónský politik za stranu Siumut a ministr několika grónských vlád.

## Životopis
Jess Svane před svou politickou kariérou pracoval především v oblasti obchodu. V letech 1992 až 2001 byl například šéfem přístavu Qasigiannguit, než si v roce 2004 založil vlastní firmu. S manželkou Emilií má čtyři děti.
Jess Svane byl jmenován starostou kraje Qasigiannguit po komunálních volbách v roce 2005, v nichž získal 74 hlasů. V parlamentních volbách téhož roku se s 69 hlasy nedostal do Grónského parlamentu. V komunálních volbách v roce 2008 získal ve svém volebním obvodu nejvíce hlasů pro svou stranu a následně se stal prvním starostou kraje Qaasuitsup, který byl založen 1. ledna 2009. V komunálních volbách v roce 2013 se mu nepodařilo obhájit post starosty, když získal 363 hlasů, což bylo méně než jeho stranický kolega Ole Dorph se 413 hlasy.
V následujícím roce proto kandidoval v parlamentních volbách 2014 a získal 172 hlasů. Poté vystřídal ministryni Doris Jakobsenovou v Grónském parlamentu. V komunálních volbách v roce 2017 obhájil mandát v obecním zastupitelstvu se 185 hlasy.
V parlamentních volbách v roce 2018 opět získal první záložní křeslo v Siumutu se 161 hlasy, tentokrát nahradil v parlamentu ministra Erika Jensena. V dubnu 2019 byl jmenován ministrem práce, energetiky a výzkumu v pátém Kielsenově kabinetu. Dne 22. listopadu 2019 mu byl svěřen resort trhu práce po Eriku Jensenovi, který rezignoval. V květnu 2020 byl jmenován ministrem práce, výzkumu a životního prostředí v šestém Kielsenově kabinetu.
Ve všeobecných volbách v roce 2021 byl znovu zvolen do Grónského parlamentu. V komunálních volbách v roce 2021 však již nekandidoval. Když se Siumut 5. dubna 2022 stal opět součástí vlády, byl Jess Svane jmenován ministrem sociálních věcí, vnitra a trhu práce v druhém Egedeho kabinetu.